# Захаров, Михаил Александрович (художник)
Михаил Александрович Захаров (1701—1739) — русский живописец и художественный критик; пенсионер Петра Великого за границей.

## Биография
Михаил Захаров родился в 1701 году.
6 января 1716 года вышел следующий Высочайший указ: «отдать живописцу Ивану Никитину для житья его в Италии триста рублев, ученикам его Роману Никитину, Федору Черкасову, Михаилу Захарову по 200 руб., и впредь им то число (червоными или ефимками) по вся годы переводить, доколе там будут жить, да на проезд дать в Италию ему, Ивану Никитину, с 3 учениками по 100 рублей». Михаил Захаров прожил в Италии и во Флоренции 6 лет.
В 1723 году по возвращении в Россию Михаил Александрович Захаров был проэкзаменован живописцем Луи Караваком, который дал о нём следующий отзыв: «в рисовании живописной науки имеет искусство свыше живописца Ивана Одольского и всех живописцев, обучавшихся в России, а в писании красками против их, да сверх того имеет доброе начало в геометрии, проспективе, анатомии и отчасти архитектуре, которых наук в тех мастерах он, Каровак, не признавает». Несмотря на такой очень благоприятный отзыв, Захаров не выделился из ряда других живописцев «конторы строений» и точно так же, как и остальные, привлекался для ряда самых разнообразных художественных работ.
Михаил Александрович Захаров писал и образа в различные церкви, главным образом в Петропавловский собор, и «баталии» в Летний дворец, участвовал своими картинами при устройстве «триумфальных» ворот в Москве в 1727 году, Петербурге в 1731 году, был одно время помощником у Каравака, затем у Андрея Матвеева.
Кроме исполнения различных художественных работ, Захарову поручалось и составление отзыва о картинах других мастеров; так, в 1731 году он давал отзыв о 13 картинах, написанных художником Георгом Гзеллем и живописцем Василием Игнатьевым.
Михаил Александрович Захаров умер 23 августа 1739 года.